# Institut Valencià de l'Exportació
L'Institut Valencià de l'Exportació (IVEX) és l'organisme de promoció del comerç internacional del País Valencià.
L'IVEX és una societat mercantil constituïda pel Decret 201/1988, de 26 de desembre, del Consell de la Generalitat Valenciana, i té com a objecte social la realització de tots els serveis i activitats que siguen necessaris per a impulsar la difusió i promoció econòmica del País Valencià.